# Kniha psaná chaosem
Kniha psaná chaosem je studiové album skupiny DG 307 z roku 1996. Nahrávání alba probíhalo ve studiu COX v Praze. Autorem všech textů je Pavel Zajíček a veškerou hudbu složili členové skupiny DG 307.

## Seznam skladeb
| Pořadí         | Název                      | Délka |
| -------------- | -------------------------- | ----- |
| 1.             | Kniha psaná chaosem        | 2:59  |
| 2.             | V tvojí kůži taky          | 5:11  |
| 3.             | Křídla anděla              | 4:04  |
| 4.             | Procházím se krajem střepů | 3:59  |
| 5.             | Kamenný sochy              | 3:32  |
| 6.             | Sodoma                     | 3:22  |
| 7.             | Boticelliho anděl          | 6:27  |
| 8.             | Ono se to k tobě blíží     | 4:01  |
| 9.             | Tam za tím obzorem         | 3:30  |
| 10.            | Růžová mlha                | 5:18  |
| 11.            | Opil sem se tvým pohledem  | 3:17  |
| 12.            | Hazardní hráči             | 6:46  |
| Celková délka: | Celková délka:             | 52:45 |

## Obsazení
- Pavel Zajíček – klávesy, hlas, plech
- Ivana Vaňková – basový buben, darbuka, zvuky
- Eva Turnová – basová kytara, zpěv
- Pavel Cigánek – housle, kytara, zvuky
- Alfréd Michl – kytara
- Tomáš Schilla – violoncello, zvuky
- René Starhon – bicí